# Mieke Verstraete
 (décembre 2018).
Pour les articles homonymes, voir Verstraete.
Mieke Verstraete, de son vrai nom Maria Augustina De Graef, née le 20 mars 1911 à Anvers et morte le 17 décembre 1990 à La Haye, est une actrice et artiste de cabaret belgo-néerlandaise.

## Biographie
Issue d'une famille d'artistes, elle est la fille de l'acteur Jules Verstraete. Elle la sœur aînée de l'actrice Jeanne Verstraete et des acteurs Guus Verstraete et  Bob Verstraete. Elle est la belle-sœur de l'acteur et écrivain Max Croiset. Elle est la tante des acteurs et écrivains Hans Croiset, Jules Croiset et Guus Verstraete jr.. Elle est la grand-tante des acteurs Vincent Croiset et Niels Croiset. En 1954, elle fut mariée avec l'acteur Kees Brusse avec qui elle a eu une fille, prénommée Annegien. De 1929 à 1967, elle fut l'épouse de l'acteur Richard Flink. Elle est la mère de l'acteur Coen Flink.

## Filmographie
- 1950 : De Dijk is Dicht (nl)
- 1957-1959 : Pension Hommeles (nl)
- 1957 : Voor donderdagavond twaalf uur Mylord
- 1959 : Volg die vrouw
- 1960 : De zaak M.P. (nl)
- 1962 : Kermis in de Regen
- 1964-1965 : Maigret
- 1966 : 001 van de Contraspionnage
- 1967-1969 : M'n broer en ik (nl) : Tante Barbara
- 1968 : Struisvogels
- 1969 : Tot de dood ons scheidt
- 1976-1977 : Dat ik dit nog mag meemaken
- 1978 : Dubbelleven (nl)
- 1978-1982 : Sesamstraat : Magda
- 1979 : Goed volk
- 1979 : Erik of het klein insectenboek (nl)
- 1983 : Mensen zoals jij en ik (nl)
- 1987 : Geschenk uit de hemel
- 1988 : Prettig geregeld (nl)